# Харыялах (Верхневилюйский улус)
Харыялах (якут. Харыйалаах), Кентик — село в Верхневилюйском улусе Якутии России. Образует Кентикский наслег. Расположен в 10 километрах от улусного центра Верхневилюйск. Население — 801 чел. (2021) .

## География
Село расположено на северо-западе региона, в пределах географической зоны таёжных лесов Вилюйского плато Среднесибирского плоскогорья. Расстояние до улусного центра — села Верхневилюйск — 9 км..
Климат
В населённом пункте, как и во всём районе, климат резко континентальный, с продолжительным зимним и коротким летним периодами. Максимальная амплитуда средних температур самого холодного месяца — января и самого тёплого — июля составляет 80-97 °С. Суммарная продолжительность периода со снежным покровом 6-7 месяцев в год. Среднегодовая температура составляет 11,1 °С.

## История
Согласно Закону Республики Саха (Якутия) от 30 ноября 2004 года № 173-З № 353-III село возглавило образованное муниципальное образование Кентикский наслег.
В прошлом был известен своими кузнецами.

## Население
| 2002 | 2010 | 2012 | 2013 | 2014 | 2015 | 2016 |
| ---- | ---- | ---- | ---- | ---- | ---- | ---- |
| 725  | ↗780 | ↘749 | ↘745 | ↘739 | ↗742 | ↗751 |
| 2017 | 2018 | 2019 | 2020 | 2021 |      |      |
| →751 | ↗781 | →781 | ↗792 | ↗801 |      |      |

## Инфраструктура
Животноводство (мясо-молочное скотоводство, мясное табунное коневодство)

## Транспорт
Просёлочные дороги.